# Haubner Máté
Haubner Máté (Veszprém, 1794. szeptember 19. – Sopron, 1880. szeptember 12.) a Dunántúli evangélikus egyházkerület szuperintendense (azaz püspöke) 1846-tól 1849-ig, illetve 1860-tól 1866-ig.

## Életpályája
Alsóbb iskoláit szülővárosában és Győrött, a gimnáziumot és teológiát Sopronban, az evangélikus líceumban végezte, ezután Pozsonyban egy évig nevelősködött; az így szerzett anyagi segéllyel a jénai egyetemre ment, s bölcsészetet és hittudományt hallgatott. Visszajőve, Ghika Konstantin fia, György mellett volt nevelő 3 évig Bécsben és Sopronban. 1821-ben a szalonaki német egyház hívta meg lelkészül, hol a szomszédságban levő Felsőlövő lelkészével, Wimmer Ágostonnal sokat tett a népoktatás fölvirágoztatása és a magyar nyelv és szellem terjesztése érdekében. 1829-ben a győri egyház hívta meg lelkészül, hol a Dunántúli Evangélikus Egyházkerület főjegyzővé, 1846-ban szuperintendenssé választotta. 
Az 1848–49-es forradalom és szabadságharc megindultával Haubner Máté is egész lélekkel csatlakozott a nemzeti ügyhöz. 1848. december 3-án kerülete lelkészeihez kibocsátott püspöki körlevelét az igaz hazafias lelkesültség sugallta, mely leveléért azután a forradalom elnyomása után 6 évi várfogságra ítélték, melyből közel 2 évet Kufstein várában ki is töltött. Magas állású pártfogói, közöttük Dorottya főhercegasszony, két év múlva kegyelmet eszközöltek számára, s visszavonulva, rendőri felügyelet alatt Sopronban élt 1856. május 11-ig, amikor végre a reá 3 évig várakozott nagygeresdi egyháznak engedélyt adott a kormány, hogy Haubner Mátét lelkészül elvihesse. A protestáns pátens visszavonása után (1860. május 31.) a kőszegi egyházkerületi közgyűlés kijelentette, hogy őt ismeri el törvényes püspökének; 1861 április havában a győri egyház ismét megválasztotta lelkészéül. 
1866-ban mindkét hivataláról lemondott és Sopronban visszavonulva töltötte hátralevő éveit, egyetlen fia, dr. Haubner Rezső házában. Haubner és neje 10 500 forintnyi vagyonukat a dunántúli evangélikus egyházkerületi lelkész- és tanítóözvegyek és -árvák gyámolítására hagyományozták. Meghalt 1880. szeptember 12-én, a halotti szertartás alkalmával Karsay Sándor szuperintendens tartott magyar beszédet, a temetőben pedig Freitag Viktor szónokolt németül. A Protestáns Egyházi és Iskolai Lapban 1848 előtt több cikke jelent meg, melyekben a két protestáns egyház egyesítése mellett küzdött.
A Protestáns Egyházi és Iskolai Lapban huzamosb ideig polemiát folytatott Szenczy Ferenc pesti teológiai tanár, utóbb szombathelyi püspök ellen az evangéliumi szabadságról, mely mellett Haubner lelke egész erejével szállt síkra; itt jelent meg 1846. november 29-én Győrben kelt első körlevele (1847. 12. sz.); egyházi beszédei a Török Pál által szerkesztett Egyházi beszédek II. kötetében (Pest, 1845.), a szuperintendenssé történt megválasztatása és felavattatása alkalmával Pápán tartott Beszédek (Győr, 1846.) gyűjteményében: A szuperintendensi hivatal elfogadása iránt tett nyilatkozata s az ünnepélyt berekesztő szavai; a Török Pál és Székács József Protestáns lelkészi tárában (I. Pest, 1854. Okos ember hogyan hosszabbítja meg életét, virágúrnapi beszéd.)

## Munkái
- Részvételre buzdítás egy magyar egyházi és oskolai Journalra az az folyóirásra ily czím alatt: Keresztény Egyházi Tár. Győr, 1832.
- Halotti beszéd, melyet Első Ferencz apost. magyar király... gyász ünnepén a n. győri evang. a. v. gyülekezet szent-egyházában 1835. bőjtmás hava 25. napján... tartott. Győr
- A protestáns keresztyének lelki szabadsága. Kiadta magyar, német és szláv nyelven gróf Zay Károly. Pozsony, 1843
- Egyházi szent beszéd, melyet megboldogult gróf Széchenyi István úrnak tiszteletére a nagy-geresdi evangélmiak szentegyházában megült gyászünnepen tartott. Sopron, 1860

Mikor Napóleon megbukása után a szövetségesek benyomultak Franciaországba, a veszprémi ifjúság a megsebesült önkéntesek (volontérek) javára egy színdarabnak előadására vállalkozott; a közreműködésre felszólították őt is, de atyja nem engedte meg, hogy teológus fia a színpadra lépjen; de hogy a nemes vállalat iránt Haubner mégis részvétet tanúsítson, egy színdarabot maga készített. Előadásán Horváth prépost is megjelent. Kiadta Luther Kátéját is magyarul.